# Henry Grimes
Henry Grimes (3. november 1935 i Philadelphia, Pennsylvania, USA, død 17. april 2020) var en amerikansk kontrabasist, violinist og poet.
Grimes var en af 1950´erne og begyndelsen af 1960´ernes store bassister i freejazzen. Han spillede og indspillede med bl.a. Sonny Rollins, Gerry Mulligan, Benny Goodman, Thelonius Monk, Cecil Taylor, Don Cherry, Archie Shepp, Steve Lacy, Albert Ayler og hos Charles Mingus, da denne stod i spidsen for sit eget ensemble som dirigent.
Grimes forsvandt pludselig fra jazzscenen i 1970, uden spor. Man troede, at han var død, men han blev fundet i 2003 uden ejerskab af en bas, hvor han ernærede sig som poet og små sidejobs. Han vendte tilbage mest som leder af ensembler med musikere som Andrew Cyrille, Rashied Ali, Cecil Taylor, Joe Lovano og Marilyn Crispell.